# الكرم الغربي
الكرم الغربي مدينة تقع بالشمال الشرقي التونسي، غرب مدينة الكرم.